# 羽島市立中島小学校
羽島市立中島小学校 （はしましりつ なかしましょうがっこう）は、岐阜県羽島市にある公立小学校。

## 通学区域
- 通学区域は上中町一色の一部、上中町午北、上中町沖、上中町中、上中町千束、下中町石田、下中町加賀野井、下中町市之枝、下中町城屋敷である。公立中学校の進学先は羽島市立中島中学校である[1]。

## 沿革
- 1960年（昭和35年）1月1日 - 羽島市立上中小学校と羽島市立下中小学校を統合し、羽島市立中島小学校として開校。校舎は旧・上中小学校を使用する。
- 1961年（昭和36年） - 校舎（鉄筋コンクリート造3階建）が完成。
- 1963年（昭和38年） - 屋内運動場が完成[2]。
- 1966年（昭和41年） - 管理棟が完成。[3]
- 1969年（昭和44年） - プールが完成。
- 1979年（昭和54年） - 校舎を増築。
- 1966年（昭和41年） - 新管理棟が完成。
- 1986年（昭和61年） - 新屋内運動場が完成。